# Joseph-Armand Bombardier

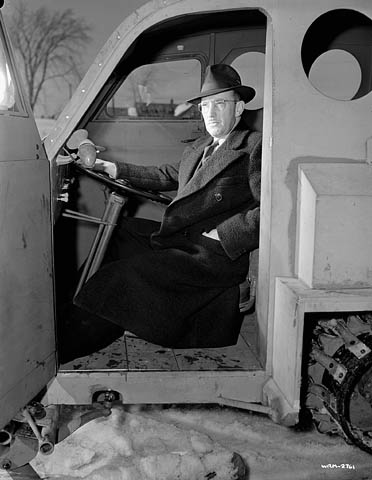
Bombardier (1943)

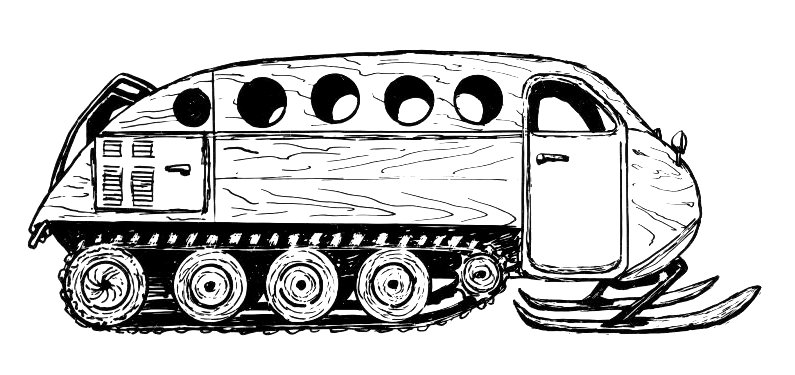
Das Schneemobil war eine bedeutende Erfindung Bombardiers

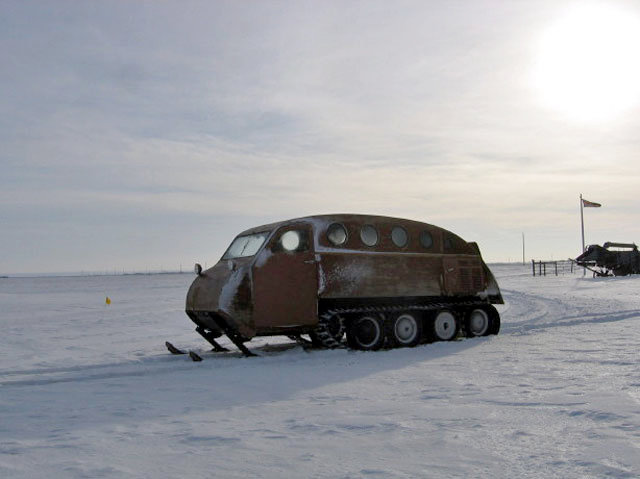
Ein Bombardier B-12 snow bus aus dem Jahr 1951 mit Holzverkleidung

Joseph-Armand Bombardier (* 16. April 1907 in Valcourt, Québec; † 18. Februar 1964 in Sherbrooke, Québec) war ein kanadischer Erfinder, Konstrukteur und Gründer des Unternehmens Bombardier.

## Leben
Im Jahre 1921 begann Bombardier ein Theologie-Studium am Sherbrooke’s Séminaire Saint-Charles-Borromée, das er 1927 abbrach. Später belegte er Fernkurse in Maschinenbau. Er baute 1922 den ersten Vorläufer für ein Schneemobil, vier verbundene Schlitten, die von einem Propeller angetrieben werden. 1926 eröffnete er eine Autowerkstatt mit Tankstelle. 1937 entstand der erste Prototyp eines Halbkettenfahrzeuges.
Im Jahr 1929 heiratete Bombardier Yvonne Labrecque. Der zweijährige Sohn starb 1934, da er nicht zum Krankenhaus gebracht werden konnte. Daraufhin experimentierte Bombardier weiter an Fahrzeugen, die auf Schnee fahren können.  1936 ließ er seine Erfindung, einen PKW mit Kufen an der Front und Ketten am Heck, patentieren.
Am 29. Januar 1941 gründete er das Unternehmen L’Auto-Neige Bombardier Limitée, das seine Landfahrzeuge vor allem an die kanadischen Streitkräfte verkaufte. Zwischen 1945 und 1951 verkaufte L’Auto-Neige Bombardier 2596 Fahrzeuge. Sein großes Schneemobilmodell C18 mit 25 Sitzplätzen erzielte gute Absätze. 1959 erfolgte die Serienproduktion des Baumusters Ski-dog, das durch einen typografischen Fehler zu Ski-doo wurde.

## Ehrungen
Am 5. Juni 1994 ehrte die kanadische Regierung, vertreten durch den für das Historic Sites and Monuments Board of Canada zuständigen Minister, Bombardier und erklärte ihn zu einer „Person von nationaler historischer Bedeutung“.
2024 wurde Bombardier in die National Inventors Hall of Fame aufgenommen.
Der Bombardier-Gletscher in der Antarktis ist nach ihm benannt.